# ハプログループD (Y染色体)

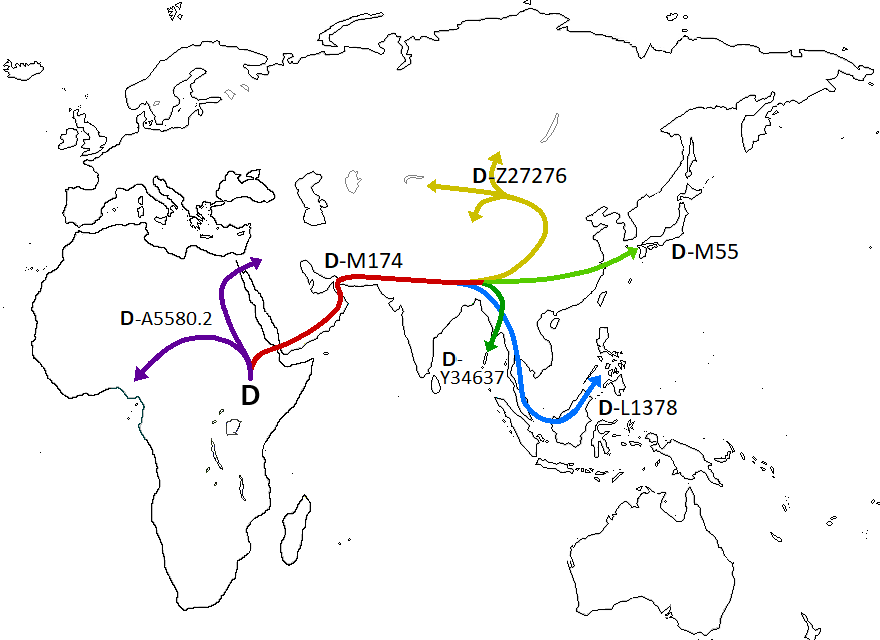
ハプログループDの移動想定経路 (Haber et al. 2019)

ハプログループD (Y染色体)（ハプログループD (Yせんしょくたい)、英: Haplogroup D (Y-DNA)）とは、分子人類学で用いられる、人類のY染色体ハプログループの分類で、YAPと呼ばれる変異の型を持つもののうちのCTS3946に代表される分岐指標を持つ集団の系統。

## 分布
現在このハプログループDは、日本列島・南西諸島やアンダマン諸島、チベット高原、中国南部、雲南省で高頻度に観察されるほかはアジア、アフリカの極めて限られた地域で散発的にしか見つかっていない。
チベットではD1a1-Z27276、日本ではD1a2a⁻M55、アンダマン諸島ではD1a2b-Y34537 が高頻度である。
これらのハプログループDに属するサブグループは、同じD系統でありながらも分岐してから5万3000年以上の年月を経ている。
これは東ユーラシア系のO系統と西ユーラシア系のR系統間の分岐経過年月よりも長い年月差異であり、系統アルファベット表記自体が異なっていても不自然ではないほどであるため、
D1a1とD1a2はお互いに相対的には最も近縁ではあるものの、絶対評価としては近縁であるとは言えない。
ハプログループDは、現在の中国、朝鮮、東南アジアにおいて多数派的なハプログループO系統や、その他E系統以外のユーラシア系統（C,I,J,N,Rなど）とは分岐から7万年以上の隔たりがあり、非常に孤立的な系統となっている。
D系統は東アジアにおける最古層のタイプと想定できる。なお、同じくハプログループDEから分かれたハプログループEは、アフリカ大陸で高頻度、中東や地中海地域で中～低頻度に見られる。
またDEの子型でD系統にもE系統にも属さないDE*がチベット人でごくわずかに発見されている。

## 起源
2019年の研究 (Haber et al. 2019) で、従来DEの子型でD系統にもE系統にも属さないパラグループDE*（どちらの系統に近いか未詳）とされていたナイジェリア人の3サンプル が、ハプログループEよりもハプログループDに近縁であることが判明した。このサンプルは、ハプログループEの持たないSNPを、ハプログループDと7つ共有しており、「D2」としてハプログループDに組み入れられた。
この発見により従来ハプログループD（M174の変異で定義）はハプログループD1に名称が変更され、新たに発見されたD2（D-A5580.2）とハプログループD1（M174）を併せ、ハプログループDはCT3946の変異によって定義されるグループへと拡大された。なおこのD2は、西アジア（サウジアラビア、シリア）でも見つかっている。
このようにハプログループD2がアフリカから見つかったことから、ハプログループD（CT3946）はアフリカで既に誕生していたと推定されている。
従って、ハプログループDは、今より約7.3万年前にアフリカ にてハプログループDEから発生、下位系統のハプログループD1のみが出アフリカを果たし、その後内陸ルートを通って東アジアへ向かったことになる。（D2発見以前は、ハプログループDEとDがアジアで発祥したという異説 もあった。）
なお、パラグループDE*はチベット人 や他の西アフリカのサンプル でも検出されているが、これらについて詳細な分析は成されていない。

## 各地の詳細分布

### チベット人
チベットでは、D1a1a-M15が15.2%、D1a1b⁻P47が31.4%、とD1a1-Z27276系統だけで少なくとも半数近くの47%を占めている。またインド北東部のチベット系民族の一部ではハプログループD-M174*（最新の系統図上での位置づけは不明）が0-65%観察される。

### チベット以外の中国
2004年の研究では、プミ族の約72％（D-M15が2.13%、D(xM15)が70.21%）がハプログループDに属すことが判明している。
2001年に発表された論文では寧夏回族自治区の回族男性54人のうち、3人(5.6%)がD-M174(xM15)に、2人(3.7%)がD-M15に、合計5人（9.3%）がD-M174に属している。
2006年に発表された論文の補足データによれば、D-M15に属するY染色体が中国南部に居住する複数の民族の男性から見つかっている： 四川省涼山彝族自治州布拖県彝族 7/43 = 16.3% D-M15、苗族 5/58 = 8.6% D-M15、湖南省土家族 1/49 = 2.0% D-M15、広西省ヤオ族 1/60 = 1.7% D-M15、台湾漢族 1/84 = 1.2% D-M15。なお、新疆ウイグル自治区のウイグル族男性67人中3人（4.5%）からD-P47に属するY染色体が見つかったという。
2006年に発表された別の研究では、DE-YAP(xE-SRY4064)に属するY染色体が羌族6/33 = 18.2%、回族4/35 = 11.4%、甘粛省蘭州市漢族2/30 = 6.7%、新疆ウイグル自治区イリの漢族1/32 = 3.1%、満州族 1/35 = 2.9%、広西省河池市巴馬ヤオ族自治県ヤオ族1/35 = 2.9%、新疆ウイグル自治区イリのウイグル族1/39 = 2.6%、シボ族1/41 = 2.4%から見つかっている。
2010年に発表された論文では、中国大陸南部の広西、雲南、貴州の山岳部に住むヤオ族の一派であるブヌ族（布努族）10人から採取したY染色体ハプログループの構成は、O1b1a1a*（O-M95）4人、D（YAP）3人、C（C-M130）2人、O2*(O-M122)1人となっている。同じ論文では江西省の漢族21人中1人、チワン族28人中1人、モン族49人中1人からもDE-YAPに属すY-DNAが見つかっている。
復旦大学の研究チームの手による2011年の論文では、華北出身者129人、華東出身者167人、華南出身者65人、合わせて361人の漢族男性のうち、7人（1.9%）のY-DNAがD-M174に属している。

### アンダマン諸島
アンダマン諸島ではD1a2b-Y34537 が高頻度であり、特にオンガン系オンゲ族(23/23)、ジャラワ族(4/4)では100%を占めるが、言語系統の異なる大アンダマン人では0%(0/10)である。
遺伝子分析により、アンダマン人は東アジア・東南アジアを祖先に持つ遺伝子が 31-75% 観察されている。

### フィリピン・マクタン島
フィリピンのセブ州マクタン島ラプ＝ラプ市において、D1a1,D1a2に属さない、ハプログループD1bの人物が複数見つかっている。

### 日本
日本列島で見られる「ハプログループD1a2a」は、ハプログループDの中でも、M64.1/Page44.1, M55, M57, M179/Page31, M359.1/P41.1, P37.1, P190, 12f2.2など少なくとも8つの特徴的なSNP（一塩基多型）によって、4万年以上前に分岐している。

#### アイヌ
アイヌにおいては「D1a2a」が16人に14人の割合に当たる87.5%の高頻度で見られた。アイヌに見られるD1a2aの内訳はD1a2a*（81.25%）、D1a2a1a(6.25%)である。

#### 本土
日本本土（九州、本州、四国）は、中国地方および四国、北部九州など西日本の一部地域ではやや少なく、一方で関東地方や東北地方など東日本のほか南部九州に多いなど地域差もあるが、おおよそ32%- 39% のハプログループが「D1a2a」であり、これは古代の縄文人の末裔である可能性が高い。「D1a2a*」から「D1a2a2a」まで様々なグループが見られる。
なお、チベットなど中国南西部に多いD1a1a-M15も本土日本人のサンプルで極わずかながら散見される(日本 1/23 D-M15、宮城県 1/7 D-M15、大阪市の成人男性 1/241 D-M15、川崎市の大学生 1/321 D-M15、札幌市の大学生 1/302 D-M15)。

#### 沖縄
沖縄本島では、糸満市で採集されたサンプル80人のうち、38人(47.5%)がYAP＋のハプロタイプIIaを有しており、その他には具志頭村(7/19 = 36.8%), 読谷村 (10/32 = 31.3%), 勝連町 (8/29 = 27.6%)といった結果が1999年の論文で発表されている。しかし、八重山諸島の西表島のサンプルではYAP＋のハプロタイプが1/20 (5.0%)の低頻度で、波照間島のサンプルでは検出されなかった(0/7 = 0%)。
2006年の論文で発表された研究結果では、沖縄県のサンプルでは45人中25人(55.6%)がD-M55に属しており、その内訳はD-M55(xM116) 2/45 = 4.4%, D-M116(xM125) 14/45 = 31.1%, D-M125(xP42) 7/45 = 15.6%, D-P42 2/45 = 4.4%と、日本全国の平均よりはやや濃い分布を示しているが、その内訳には大差は無い: D-M55(xM116) 10/259 = 3.9%, D-M116(xM125) 43/259 = 16.6%, D-M125(xP42) 31/259 = 12.0%, D-P42 6/259 = 2.3%。
高校生を対象とした2016年に発表された研究結果では、石垣島にある沖縄県立八重山高等学校及び沖縄県立八重山商工高等学校で採取された49人のサンプルのうち、16人（32.7%）がハプログループDEに属している。更に、宮古島にある沖縄県立宮古高等学校で採取された38人のサンプルのうち13人（34.2%）、沖縄本島の島尻郡南風原町にある沖縄県立開邦高等学校で採取された36人のサンプルのうち13人（36.1%）がハプログループDEに属すという結果が得られた。

### 中央アジア
テュルク系南部アルタイ人（アルタイ・キジ）のサンプルに於いて、D-P47が120人中6人 (5.0%)に観察された例がある。 別の研究では、コシ・アガチ村の南部アルタイ人7人中１人(14%)、クラダ村の南部アルタイ人46人中5人(10.9%)、あわせて南部アルタイ人96人中6人(6.3%)がハプログループD-M174(xM15)に属しているという結果が得られた。 また、中央アジアのテュルク系民族とモンゴル系民族の中にD-P47とD-M15の両方が少数だけ見られる。

### アフリカ・西アジア
アフリカ（ナイジェリア）、西アジア（シリア、サウジアラビア）では、ハプログループDのうち最も古くに分岐した系統であるD2が、最近になって新たに発見された。

### その他地域
中国の少数民族であるミャオ・ヤオ語族と同様に、チベットビルマ語系の言語を話し、チベットに近い四川省・雲南省のいくつかの少数民族の中にD系統が低頻度で見られる。朝鮮半島では、ハプログループD系統が見られるが、これは近世にチベットからモンゴル経由で入ってきたD1a1や、弥生時代に日本列島から朝鮮半島へ北上したD1a2aの系統であろうと推測されている。ハプログループCと異なり、ハプログループDは、南北アメリカ大陸（ネイティブ・アメリカン）の中では全く見つかっていない。

## 下位系統の頻度

### D1a1-Z27276
- チベット民族 49%（51/105）[13]
- 彝族 16%（7/43）[13]
- 苗族 9%（5/58）[13]

### D1a2a-M55
- 日本人 35%（181/516）[6] - 39%（102/263）[30]
  - 大和民族 32%（767/2390）[29]
  - 琉球民族 56%（25/45）[13]
  - アイヌ民族 75%（3/4）[13]- 88%（14/16） [36]

### D1-M174*
D1-M174(xM15）
- 漢民族 1.9%（7/361）[23]

D1-M174(xM15,P47,M64.1）
- アルタイ人 5%（5/98）[13]

## 系統樹
2019年6月19日改訂のISOGGの系統樹（ver.14.106）による
- DE (YAP)
  - D (CTS3946)
    - D1 (M174/Page30, IMS-JST021355)
      - D1a (CTS11577)
        - D1a1 (F6251/Z27276)
          - D1a1a (M15)
            - D1a1a1 (F849)
              - D1a1a1a (N1, Z27269, PH4/Z29448/Z29488) 中国（主に河北省、天津市、北京市、山東省等の華北及びチベット高原に分布し、現在、中国の男性人口の約1.47%を占めている[38]）
                - D1a1a1a1 (Z27278)
                  - D1a1a1a1a (PH4979) 中国（現在、男性人口の約0.86%を占めており、河南省、四川省、河北省、甘粛省、重慶市などの北部と南部両方に分布している）
                  - D1a1a1a1b (Z31591) 中国（青海省閔和県の拉家遺跡出土古代人骨から検出された事があり、現在、中国の男性人口の約0.52%を占め、広く分布している[39]）

              - D1a1a1b (F1070) 中国（主に南部に集中しており、広東省、湖南省、湖北省等に比較的多く分布し、この遺伝子マーカーを持つ男性は国内の男性総人口の約0.55%を占めている[40]）

          - D1a1b (P99) チベット、モンゴル、中央アジア等
            - D1a1b1a1 (PH116/Y14736) 中国（主にチベット族及び漢族に分布しており、一部はモンゴル族、シェルパ族、その他の民族にも分布している；このタイプは今より約2000年前以降に人口が大幅に増加し、チベット、陝西省、甘粛省、青海省などの省に集中しており、現在、中国の男性人口の約0.28%を占めている）
            - D1a1b1a2 (F17034) 中国（主にチベット族、プミ族、漢族等[41]）

        - D1a2 (Z3660)
          - D1a2a (M64.1/Page44.1, M55)  日本（大和民族、アイヌ、琉球民族）
          - D1a2b (Y34637) アンダマン諸島（オンゲ族、ジャラワ族）

      - D-FTF1
        - D1b (L1378)  フィリピン（マクタン島、ルソン島）[42]、グアム[43]
        - D-FTF3 マレーシア（クランタン州グア・ムサン郡グア・チャ洞窟出土の紀元前2423年～2297年・和平[ホアビン]文化人骨のGua Cha 911[43]）
          - D-FTF4 ベトナム[43] （エデ族[44]等）

    - D2 (A5580.2) ナイジェリア、サウジアラビア、シリア